# 维京长船

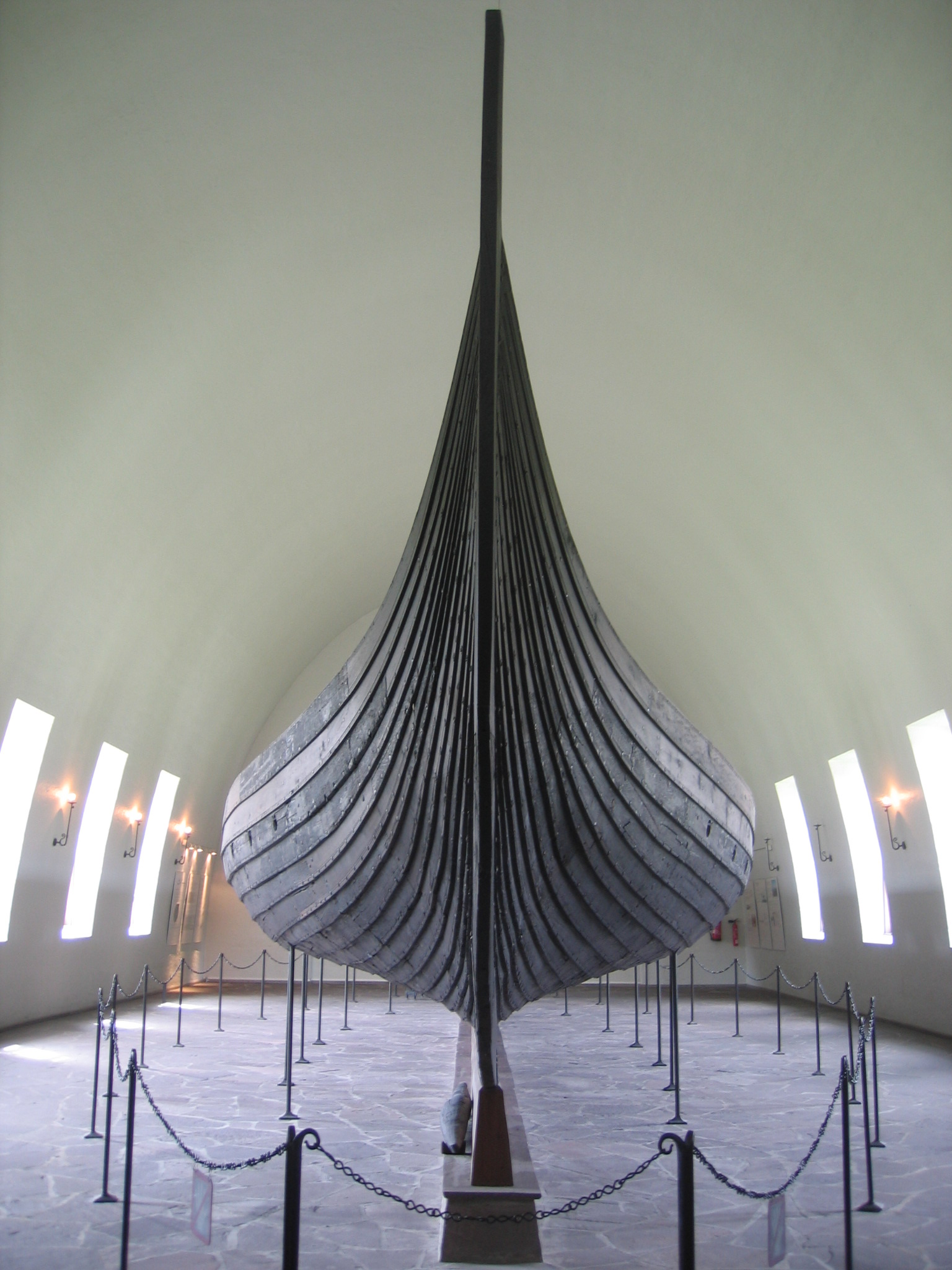
The Gokstad ship，展覽於挪威奧斯陸維京船博物館.

維京長船（丹麥語：Langskib）是斯堪的納維亞和冰島的維京人在維京時期使用的貿易、商務、探險和战争用船。長船的設計經歷了很多年，從石器時代umiak的發明開始一直到9世紀的Nydam and Kvalsund長船，在9至13世紀定型。這些船的特徵和外表直到在今天在斯堪的那維亞造船傳統還有體現。
维京长船的外形流畅纤长，船体宽扁轻便适合高速航行。其吃水浅的船身设计可以在只有一米深的水域航行并且能随意在几乎任何岸滩进行登陆，而本身的轻重量使得整条船可以被乘员在陆上搬运，并能在宿营时翻转撑起用作临时帐幄。长船两端的设计对称，可以不用转弯就迅速反向航行，这种特征在北方冰山和海冰遍布的高纬度水域特别有用。长船几乎全长都配有划桨，后期版本还配有单桅方帆来在长距离航行时替代或辅助桨手。维京长船的速度因型号而异，但大多在5—10節（9.3—18.5每小時），在理想情况下最高可达15節（28每小時）。

## 分類
長船可以根據尺寸、建設情況和顯赫程度分為很多種類。最簡單的分類法是根據船上搖櫓人的數量。

### Karvi
Karvi被認為是最小的長船

### Snekkje

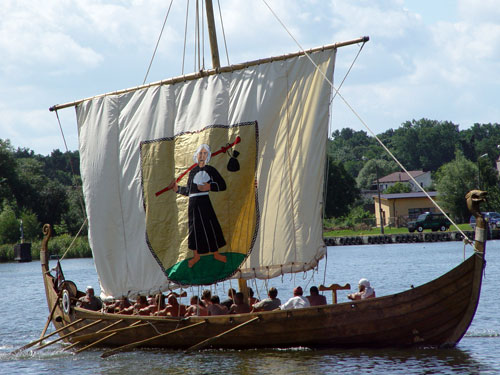
全尺寸的維京Snekkje複製品，位於波蘭莫龍格

Snekkje的意思是細長而突出，是在戰時應用的最小的維京長船，至少有20名槳手。典型的snekkje至少長17（56英尺），寬2.5（8.2英尺），吃水僅僅0.5（1.6英尺）。這種船能承載41名船員(40 oarsmen and one cox).

### Skei
Skei意思是乘風破浪的東西，這是一種戰船，包括超過30名搖櫓人。這種船是已發現的最大的維京長船。
丹麥考古學家分別與1962和1996/7年在羅斯基勒港區發現了不少這種船。其中一艘叫作Skuldelev 2，1962年出土，是橡木製的Skei長船。據推測這艘船與1042年建造於都柏林地區。Skuldelev 2能裝70-80船員，長度上接近30（98英尺）。1996/7考古學家在海港附近發現了另一艘船的遺蹟。這艘叫作羅斯基勒6號Roskilde 6還沒有完全測量，細節上不清楚。但是據信這船大約36（118英尺）長，建於11世紀中葉。

### Drekar
Drekar只出現在歷史文獻中，未發現任何實體船隻。歷史上著名的有十三世紀的Göngu-Hrólfs Saga (the Saga of Rollo)。文獻形容Drekar船优雅和装饰华丽，但用作袭击和掠夺。船頭的雕刻，如龙和蛇，据说是为了保护船舶和船员，并避开北欧神话中的可怕的怪物。这些木雕可能跟Oseberg船一樣，是一种仪式的象徵，或意图吓唬敌人和市民。

### Busse
Busse是大型長船，能比Skei承載更多的人和貨物。著名戰船長蛇號就是典型的Busse長船。

## 建造

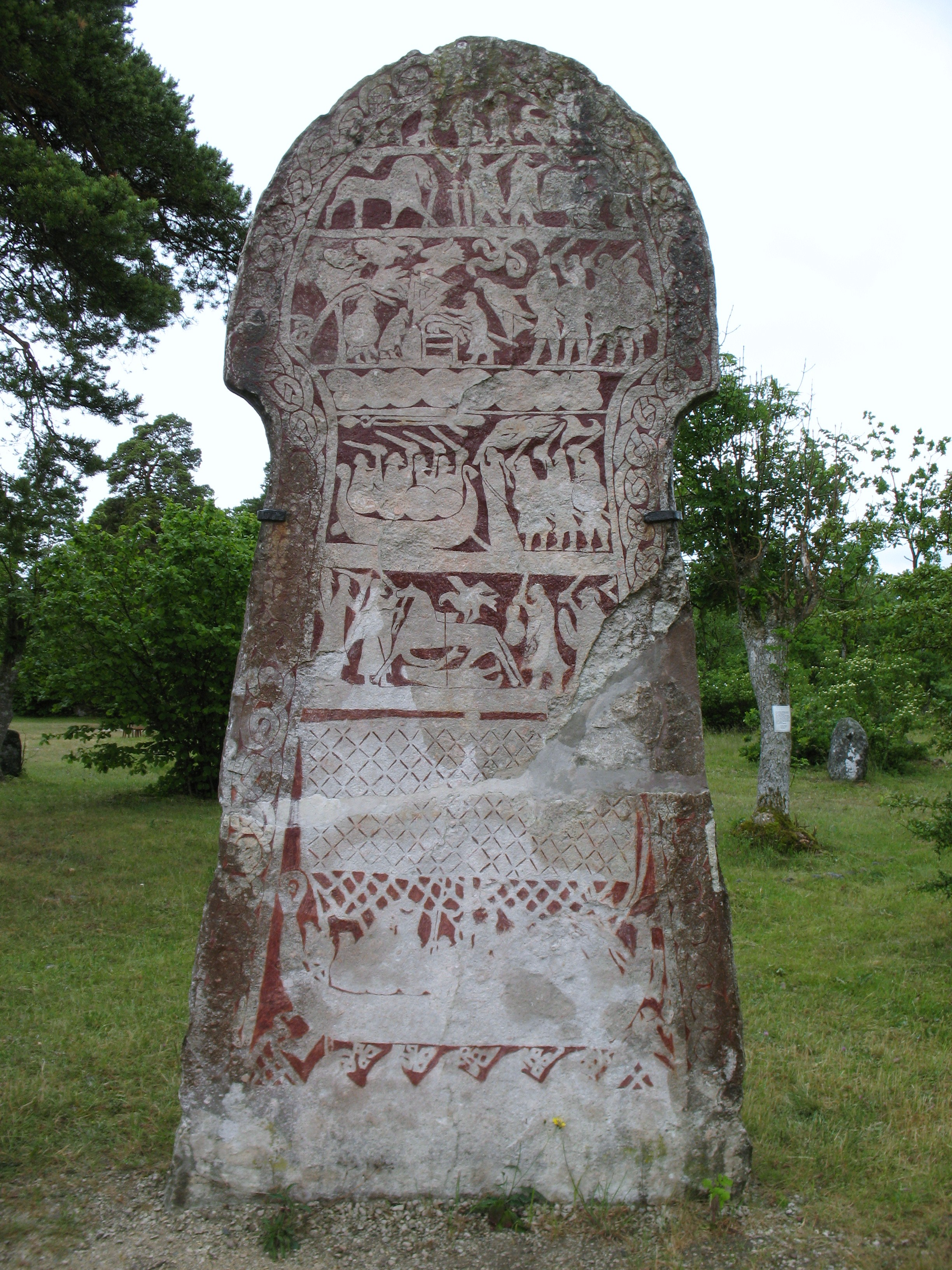
The Stora Hammar stone showing armed warriors in a longship.

## 航海

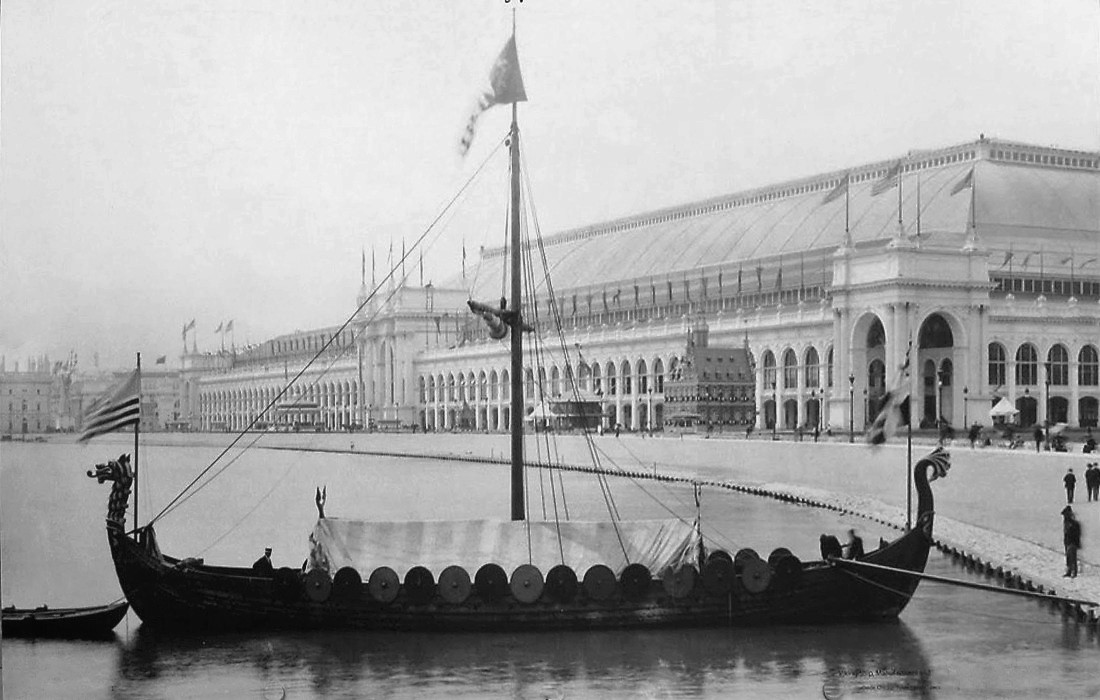
一艘Gokstad的複製品名叫Viking於1893年芝加哥哥倫布紀念博覽會穿越大西洋

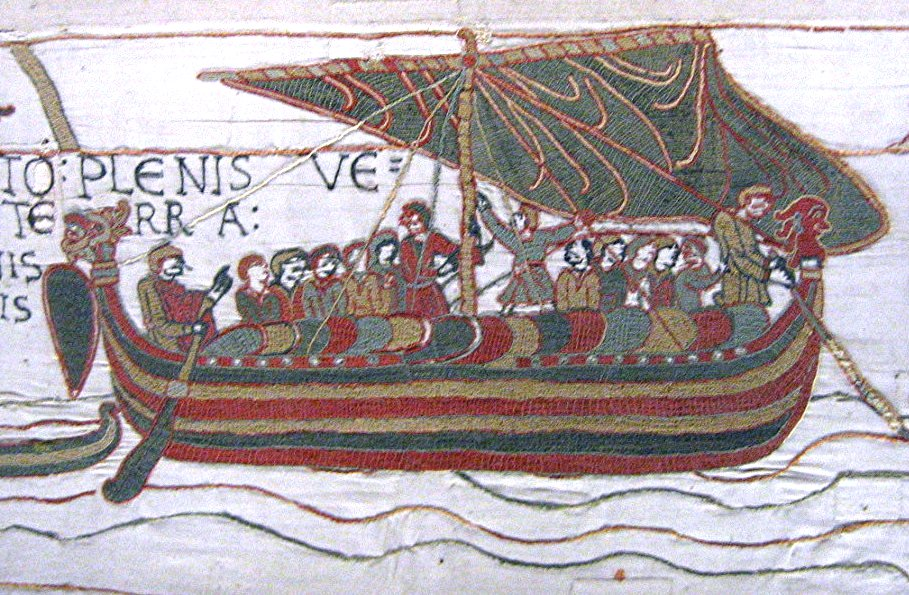
巴約掛毯上維京長船入侵英格蘭的一個畫面

維京人是判斷風力和風向的專家，也善於感知水流及潮水漲落和觀察海水的變化。維京導航技術並不為現代人所瞭解，但是歷史學家假设他們有一些近乎原始的星盘和利用星星以绘制他们的航道。
丹麥考古學家Thorkild Ramskou在1967年說“太阳石”中可能指船上已經有能够偏振太陽光的天然水晶。出産在挪威的矿产堇青石本地名称為“海盗的罗盘”，颜色变化确定通过太阳的位置（方位角），即使在阴天或有雾的地平线。參看這裡 （页面存档备份，存于）。

## 外部連結
- 羅斯基勒的維京船博物館 （页面存档备份，存于）
- 奧斯陸的維京船博物館 （页面存档备份，存于）
- The Ormen Friske disaster – a warning against construction errors in Viking ship replicas
- The Ormen Friske disaster in 1950 investigated
- Viking ships and traditional Norse wooden boats